# Egidio Miragoli

Stema episcopului Egidio Miragoli, episcop de Mondovì; deviza sa este: In eo qui me confortat („În el, care mă întărește”).

Egidio Miragoli (n. 20 iulie 1955, Gradella, Pandino) este un cleric italian, episcop romano-catolic al Diecezei de Mondovì din 29 septembrie 2017.

## Biografie
Născut în Gradella (un cartier al orașului Pandino) în 1955, Egidio Miragoli a studiat la Seminarul din Lodi și a fost hirotonit preot în 1979. A continuat studiile teologice la Roma. Din 1994 până în 2017 a fost preot paroh al Bisericii „Santa Francesca Saverio Cabrini” din Lodi.
Din 2007 este judecător al Tribunalului Ecleziastic Regional din Lombardia.
La 29 septembrie 2017 papa Francisc l-a numit episcop de Mondovì, în locul episcopului Luciano Pacomio, care s-a retras din funcție din cauza vârstei sale înaintate.

## Lucrări publicate
- Il sacramento della penitenza. Il ministero del confessore: indicazioni canoniche e pastorali, curatela. Milano, Àncora Editrice, 1999, ISBN 88-7610-764-9.
- Il Consiglio pastorale diocesano secondo il Concilio e la sua attuazione nelle diocesi lombarde, tesi di dottorato, Roma, Pontificia università gregoriana, 2000, ISBN 88-7652-855-5.

## Galerie foto

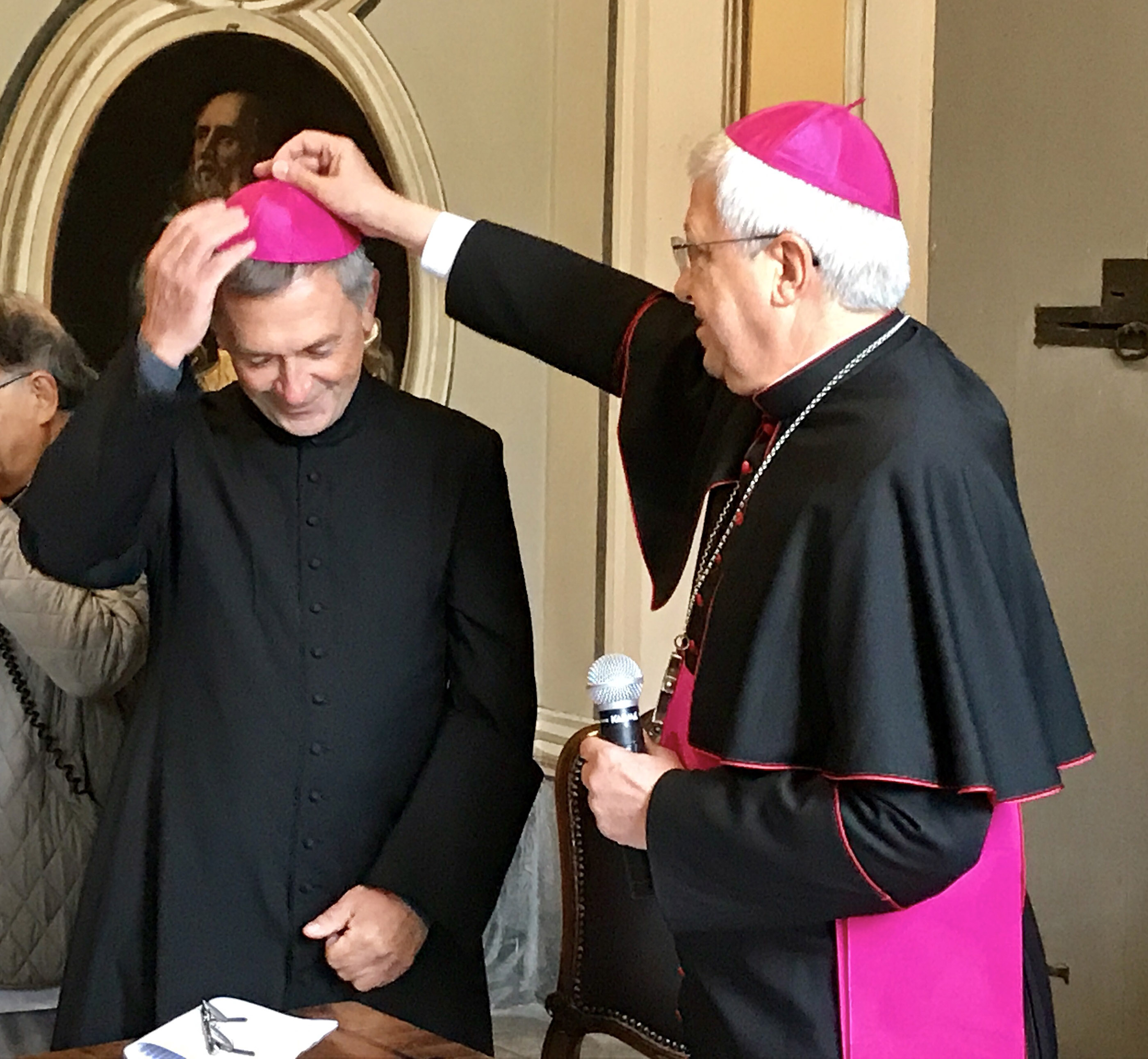
Monseniorul Malvestiti punându-i solideo (calota) noului episcop de Mondovì, monseniorul Egidio Miragoli, 29 septembrie 2017.

## Legături externe
- Site-ul oficial al Diecezei de Mondovì Arhivat în 22 ianuarie 2010, la Wayback Machine.